# Jozef Rosa
Jozef Rosa (23. února 1916 Senica – 28. prosince 1973 Bratislava) byl slovenský a československý ekonom, vysokoškolský učitel, politik Komunistické strany Slovenska, poslanec Slovenské národní rady a Sněmovny národů Federálního shromáždění za normalizace.

## Biografie
Působil jako ekonom a vysokoškolský učitel. V roce 1946 absolvoval Vysokou školu ekonomickou. Byl pak pracovníkem Městské spořitelny v Bratislavě a pověřenectví financí. V letech 1953-1957 přednášel na VŠE Bratislava, kde byl vedoucím katedry financí. V letech 1960-1963 byl děkanem Národohospodářské fakulty této školy a v letech 1966-1969 jejím rektorem. Byl autorem četných odborných publikací a vysokoškolských studijních textů. Byl mu roku 1946 udělen Řád Slovenského národního povstání a roku 1966 Vyznamenání Za zásluhy o výstavbu.
V roce 1968 se uvádí jako účastník zasedání Ústředního výboru Komunistické strany Slovenska. Po provedení federalizace Československa usedl v lednu 1969 do Sněmovny národů Federálního shromáždění. Do federálního parlamentu ho nominovala Slovenská národní rada. Ve federálním parlamentu setrval do konce funkčního období, tedy do voleb roku 1971.
Historik Jan Rychlík ho označuje za jednoho z ekonomických konstruktérů federace a jeho odchod z vrcholných politických funkcí dává do souvislosti s nástupem ostré fáze normalizace.